# Diplacus aridus
Espèce
Synonymes
- Diplacus aurantiacus var. aridus (Abrams) D.J.Keil, 2019[2]
- Mimulus aridus (Abrams) A.L.Grant, 1925[1],[2]
- Mimulus aurantiacus var. aridus (Abrams) D.M.Thomps., 2005[1],[2]

Diplacus aridus est une espèce de plantes à fleurs de la famille des Phrymaceae et du genre Diplacus. Il s'agit d'un sous-arbrisseau à fleurs jaunes endémique de Haute et Basse Californie.

## Taxonomie
L'espèce est décrite en premier par LeRoy Abrams en 1905, qui la classe dans le genre Diplacus sous le nom binominal et basionyme Diplacus aridus. Elle est déplacée par Adele Lewis Grant en 1925 dans le genre Mimulus sous le nom  Mimulus aridus. Elle a été également considérée comme une variété de Diplacus aurantiacus (=Mimulus aurantiacus). Cependant le nom correct reste Diplacus aridus,.

## Description

### Appareil végétatif
C'est un sous-arbrisseau bas et glutineux, de 20 à 40 cm de haut. Les branches porteuses de feuilles sont straminées, parsemées de petites glandes résineuses sessiles, sinon glabres, densément feuillues. Les feuilles sont d'un vert jaunâtre pâle, lancéolées, s'effilant en un court pétiole ailé, de 2,5–4 cm de long, 7–15 mm de large, glabres sauf pour les glandes sessiles de la face inférieure, les bords sont révolus, dentés à distance et de façon obscure.

### Appareil reproducteur
Les fleurs sont sur des pédicelles de 6 mm long. Le calice mesure 3 cm de long, fortement gonflé au-dessus, se rétrécissant assez brusquement en un tube long de 12 mm, ses dents inégales, les plus grandes de 8 mm long. La corolle est de couleur chamois pâle, de 4,5–5 cm long, le long tube mince dépassant le calice ; les lobes sont épais, ceux de la lèvre supérieure mesurant 5 mm de long, 7 mm de large, peu dentés, ceux de la lèvre inférieure longs de 4 mm et larges de 5 mm, légèrement lobés ou entiers.

### Confusions possibles
Le calice particulier et le long tube corollaire élancé, ainsi que le dessin des lobes, permettent de distinguer facilement cette espèce de tous les autres membres du genre.

## Habitat et répartition
Cette espèce est endémique de Haute et Basse Californie. Elle pousse sur des crêtes rocheuses sèches, et a été découverte à Jacumba, près du monument de la frontière.